# Pal (pies)

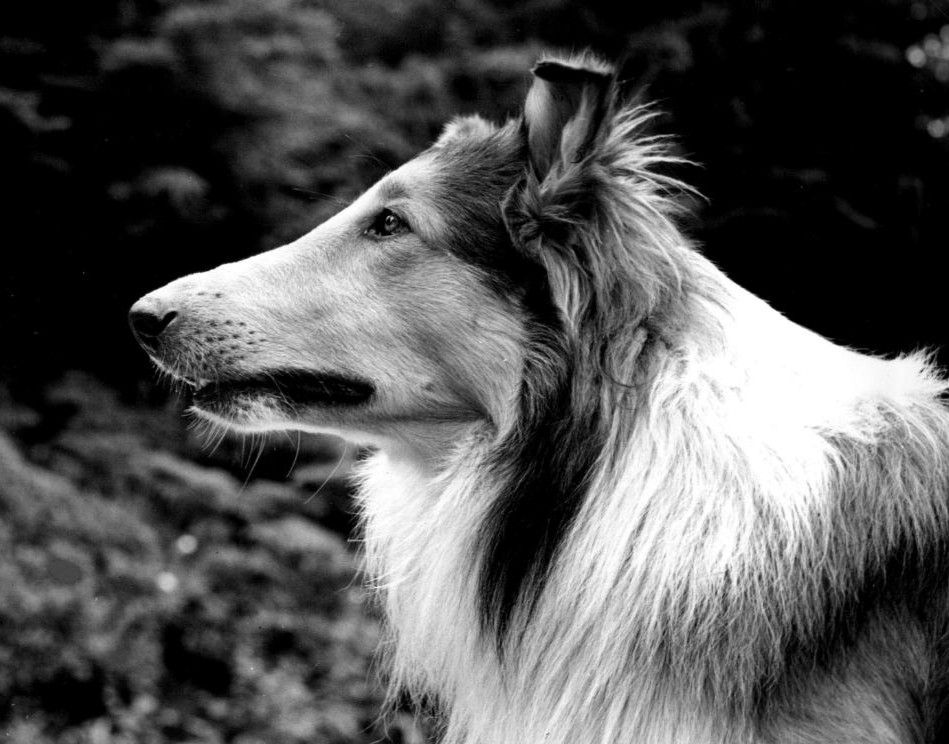
Pal jako Lassie podczas kręcenia filmu Lassie, wróć! z 1943 roku.

Pal (ur. 4 czerwca 1940 w North Hollywood, zm. 18 czerwca 1958 tamże) – pies rasy owczarek szkocki długowłosy, pierwszy i najsłynniejszy odtwórca roli Lassie.

## Biografia
Pal urodził się w hodowli Cherry Osborne’s Glamis w North Hollywood 4 czerwca 1940 roku jako potomek psów wywodzących się z linii pierwszego collie podstawowego umaszczenia, Old Cockiego. Ze względu na duże oczy i białą plamę na czole, Pal został oceniony jako nie spełniający standardów i sprzedany jako pies przeznaczony do domowego użytku.
Howard Peck, treser zwierząt, przywiózł ośmiomiesięcznego Pala do hollywoodzkiego tresera zwierząt Rudda Weatherwaxa, aby usunąć występujące u psa nawyki niekontrolowanego szczekania i ścigania motocykli. Po pracy z psem Weatherwaxowi udało się zapanować nad szczekaniem, ale nie był w stanie przełamać jego nawyku ścigania motocykli. Peck rozczarowany wynikami oddał Pala Weatherwaxowi w zamian za pieniądze, które był mu winien.
W 1943 roku pies został wybrany do roli Lassie w filmie fabularnym Metro-Goldwyn-Mayer Lassie, wróć!, mimo że w przeciwieństwie do granej przez siebie postaci był samcem. Pierwotnie Pal został zatrudniony jako dubler w scenach kaskaderskich, jednak problemy związane z suką grającą Lassie spowodowały, że ostatecznie w pełni przejął rolę.
Sukces produkcji doprowadził do powstania sześciu kolejnych filmów o Lassie z Palem w roli głównej. Po Lassie z Malowanych Wzgórz w 1951 roku kierownictwo MGM uznało, że Lassie wyczerpała swój potencjał i zrezygnowało z przyszłych filmów z tą postacią. Kierownictwo szukało następnie sposobu na zerwanie kontraktu z Weatherwaxem, który wynegocjował oraz otrzymał nazwę i znak towarowy Lassie.
Pal następnie pojawił się na krótko w pokazach, targach i rodeo w Stanach Zjednoczonych, zanim zagrał w 1954 roku w dwóch pilotach serialu telewizyjnego Lassie, po czym przeszedł na emeryturę. Rolę serialowej Lassie przejęli potomkowie Pala, jego syn – Lassie Junior i wnukowie Spook i Baby grali w pierwszych sezonach. Mire grał Lassie w sezonach 12-13, zaś Hey Hey w dwóch ostatnich sezonach.
Pal zmarł z przyczyn naturalnych w czerwcu 1958 w wieku 18 lat. Przez wiele miesięcy po śmierci psa Weatherwax był w głębokiej depresji. Jego syn Robert wspominał później: „Uderzyło go to bardzo mocno, gdy Pal zmarł. Pochował go w specjalnym miejscu na ranczu i często odwiedzał grób. Tata nigdy więcej nie obejrzał filmu Lassie, wróć! (...) Nie chciał, żeby mu przypominał, jak bardzo kochał tego psa.”

## Filmografia
- 1943: Lassie, wróć! jako Lassie
- 1945: Syn Lassie jako Laddie
- 1946: Odwaga Lassie jako Bill / Duke
- 1947: My Brother Talks to Horses jako Larry
- 1948: Hills of Home jako Lassie
- 1949: Słońce zawsze wschodzi jako Lassie
- 1950: Wyzwanie dla Lassie jako Lassie
- 1951: Lassie z Malowanych wzgórz jako Shep
- 1954: Lassie jako Lassie (odc. 1, 24)